# 30324 Pandya
30324 Pandya este un asteroid din centura principală de asteroizi.

## Descriere
30324 Pandya este un asteroid din centura principală de asteroizi. A fost descoperit pe 5 mai 2000 la Socorro, New Mexico, în cadrul proiectului LINEAR. Asteroidul prezintă o orbită caracterizată de o semiaxă mare de 2,23 ua, o excentricitate de 0,07 și o înclinație de 1,7° în raport cu ecliptica.